# شاهد عینی (مجموعه تلویزیونی)
شاهد عینی، محصول کمپانی بی‌بی‌سی و DK Vision یک مستند تاریخ طبیعی (شامل جانورشناسی و گیاه‌شناسی و کان‌شناسی و زمین‌شناسی) و هر آنچه در طبیعت است می‌باشد. این مجموعه بر اساس کتاب Dorling Kindersley مخصوص کودکان تهیه شده است.

## طرح
هر اپیزود ۳۰ دقیقه‌ای به یک موضوع در زمینهٔ علوم طبیعی، مانند منظومهٔ شمسی یا عملکردهای مختلف بدن انسان می‌پردازد. اطلاعات این مستند در موزه‌ی شاهد عینی (یک موزهٔ علوم مجازی) ارائه می‌شوند. در نمایشگاه این موزه تصاویر مختلفی در پنجره‌های مختلف نشان داده می‌شوند.
راوی اصلی این مجموعه Andrew Sachs برای مخاطبان پادشاهی متحده بوده است. مارتین شین (Martin Sheen) نیز آن را برای مخاطبان آمریکایی روایت کرده است.

## فهرست قسمت‌ها

### فصل اول (۱۹۹۴)
1. دوزیستان (قورباغه‌ها، وزغ‌ها، مارمولک‌ها و سمندرهای کوچک و بزرگ)
2. پرندگان (پرندگان و شیوهٔ بقای آن‌ها)
3. گربه‌ها (تیرهٔ گربه‌سانان)
4. دایناسورها (عصر دایناسورها)
5. سگ‌ها (سگ‌ها و هم‌خانواده‌های آن‌ها)
6. فیل‌ها (فیل‌ها و شیوهٔ بقای آن‌ها)
7. ماهی‌ها (دنیای ماهی‌ها)
8. اسب‌ها (زندگی اسب‌ها)
9. حشرات (گونه‌های حشرات)
10. جنگل (جنگل‌های استوایی)
11. خزندگان (مار، مارمولک، لاک‌پشت و سوسمار)
12. کوسه‌ها (گونهٔ کوسه‌ها)
13. اسکلت (استخوان‌بندی جانوران مختلف)

### فصل ۲ (۱۹۹۶)
1. میمون‌ها (نخستیان که انسان و گوریل و میمون)
2. ساکنان قطب شمال و قطب جنوب (مناطق قطبی)
3. پروانه‌ها و شب‌پره‌ها (گونه‌های حشرات رنگین‌بال و چهارباله)
4. بیابان‌ها (صحراها و کویرها)
5. پستانداران (دنیای پستانداران)
6. برکه‌ها و رودخانه‌ها (رودخانه‌ها، برکه‌ها و آبگیرها)
7. زندگی ماقبل تاریخ (نحوهٔ تکامل زندگی روی زمین)
8. سنگ و معدن (زمین‌شناسی)
9. ساحل (کرانه‌ها)
10. پوسته و صدف (جانوران پوسته‌دار و صدف‌دار)
11. درخت (درختان)
12. آتش‌فشان (آتش‌فشان و کوه‌های آتش‌فشان)
13. آب و هوا (هوا و آسمان)

### فصل ۳ (۱۹۹۷)
1. خرس (خرس‌ها و شیوهٔ بقای آن‌ها)
2. پرواز (هواپیماها)
3. دستگاه انسان (بدن انسان)
4. جزیره (جزایر دنیا)
5. زندگی (زیست‌شناسی)
6. هیولا (هیولاهای افسانه‌ای و جانورانی که بر آن‌ها تأثیر گذاشتند)
7. کوه (کوه‌ها و قله‌های دنیا)
8. بلایای طبیعی (فاجعه‌های بزرگ)
9. اقیانوس (دریاها و اقیانوس‌ها)
10. سیاره‌ها (منظومهٔ شمسی)
11. گیاه (دنیای گیاهان)
12. بینایی (چشم‌ها)
13. بقا (شیوهٔ رفتار جانوران با محیط)

### پخش از صدا و سیمای جمهوری اسلامی ایران
این مستند تحت عنوان شاهد عینی از شبکه ۲ سیمای جمهوری اسلامی ایران با صدای غلام‌علی افشاریه به عنوان راوی و جلال مقامی به عنوان راوی اصلی و ترجمهٔ حسین دانش‌فر پخش می‌شده است.